# Cryptotis endersi
Cryptotis endersi là một loài động vật có vú trong họ Chuột chù, bộ Soricomorpha. Loài này được Setzer mô tả năm 1950.